# 구두리
구두리는 《신비아파트 시리즈》에 등장하는 가공의 인물이다.

## 성격
귀신을 두려워하지 않는 누나와는 달리 귀신을 보면 겁을 내고 눈물이 많아 잘 우는 편이지만 누나인 하리와 친구들을 위한 일에는 용기 있고 외유내강의 성격을 가진 소년으로 누나가 위험할 때는 용기를 내서 누나를 구한다.

## 작중 행적

### 신비아파트 444호
가족과 함께 신비아파트에 입주하게 되었다.나이는 9살,초등학교 2학년

### 신비아파트: 고스트볼의 비밀
이 때는 1년이 지나 초등학교 3학년으로 진급, 나이도 10살.
9화에서 환마귀한테 인형으로 변했다.

### 신비아파트: 고스트볼X의 탄생
하리와 함께 신비를 무시하다가 현우가 신비와 함께 폰으로 귀신 사진을 보여주면서 자신의 누나에게 놀림을 받고 쫓아갔다.

### 신비아파트 고스트볼 더블X
하리와 함께 업그레이드된 고스트볼로 귀신을 무찌른다.
자간에게 당했다.

### 신비아파트 고스트볼Z
하리와 함께 주비가 만들어준 고스트볼Z를 사용한다.
은혼귀에서 좀비가 되었었다.